# Thomas Furer
Thomas Furer (* 16. Mai 1982) ist ein Schweizer Handballspieler.
Furer spielte ab 2002 für den Schweizer Verein Wacker Thun. Im Jahr 2008 wechselte der 193 cm grosse Rückraumspieler zum dänischen Erstligisten Viborg HK. Nach einer Saison in Dänemark beendete er aufgrund seiner anstehenden Ausbildung seine Karriere. In der Saison 2011/12 wurde der 70-fache Schweizer Nationalspieler vom verletzungsgeplagten BSV Bern Muri reaktiviert.